# Rimae Secchi
Le Rimae Secchi sono una struttura geologica della superficie della Luna.